# Tennessee (Illinois)
Tennessee – wieś w Stanach Zjednoczonych, w stanie Illinois, w hrabstwie McDonough.